# Tavuk göğsü
Tavuk göğsü (tavukgöğsü, (prononcé : taˈvuk ɟøːˈsy), « poitrine de poulet ») est un dessert turc (pudding au lait) à base de poulet.
Il est devenu l'un des plats les plus fameux servi aux sultans ottomans du palais de Topkapı[réf. nécessaire] et il est aujourd'hui considéré comme le « plat signature » de la Turquie.[réf. nécessaire]
La version traditionnelle est faite à base de viande de poulet, de préférence des chapons fraîchement abattus. La viande est adoucie par la cuisson et préparée en fines rillettes ; elle est mixée avec du lait, du sucre, du riz et de la cannelle.
Il ressemble au blanc-manger médiéval,.